# Scarborough (Trinidad e Tobago)
Scarborough è la principale città dell'isola di Tobago, nello stato Trinidad e Tobago. La sua popolazione è di 17.000 abitanti, il 31,48% della popolazione dell'isola.